# Harold Cagle
Harold D. Cagle (ur. 3 sierpnia 1913 w Purcell w stanie Oklahoma, zm. 28 listopada 1977 w Sutter w Kalifornii) – amerykański lekkoatleta (sprinter), wicemistrz olimpijski z 1936.
Podczas igrzysk olimpijskich w 1936 w Berlinie selekcjonerzy drużyny Stanów Zjednoczonych  zdecydowali, że w sztafecie 4 × 400 metrów wystąpią zawodnicy, którzy nie startowali w indywidualnym biegu na 400 metrów. Sztafeta amerykańska w składzie: Cagle, Robert Young, Edward O’Brien i Alfred Fitch zdobyła srebrny medal, za zespołem Wielkiej Brytanii, a przed Niemcami.
Cagle osiągnął najlepszy wynik w mistrzostwach Stanów Zjednoczonych (AAU) w 1936, kiedy zajął 4. miejsce w biegu na 440 jardów.